# Kombinacja norweska na Zimowych Igrzyskach Olimpijskich 1992
Kombinacja norweska na Zimowych Igrzyskach Olimpijskich 1992 odbyła się w dniach 12 – 18 lutego 1992 roku na skoczni Tremplin du Praz i trasie biegowej Les Saisies. Zawodnicy rywalizowali w dwóch konkurencjach: indywidualnych zawodach metodą Gundersena (skoki na normalnej skoczni/bieg na 15 km) oraz zawodach drużynowych (skoki na normalnej skoczni/sztafeta 3x10 km). W kombinacji norweskiej na XVI IO startowali tylko mężczyźni, ponieważ konkurencje kobiece nie były częścią programu olimpijskiego.

## Wyniki

### Gundersen
| Miejsce | Zawodnik            | Reprezentacja | Wynik    |
| ------- | ------------------- | ------------- | -------- |
| 1       | Fabrice Guy         | Francja       | 44:28,1  |
| 2       | Sylvain Guillaume   | Francja       | + 48,4   |
| 3       | Klaus Sulzenbacher  | Austria       | + 1:06,3 |
| 4       | Fred Børre Lundberg | Norwegia      | + 1:26,7 |
| 5       | Klaus Ofner         | Austria       | + 1:29,8 |
| 6       | Allar Levandi       | Estonia       | + 1:34,1 |
| 7       | Kenji Ogiwara       | Japonia       | + 1:57,4 |
| 8       | Stanisław Ustupski  | Polska        | + 2:28,1 |

### Sztafeta
| Miejsce | Reprezentacja     | Zawodnicy                                               | Wynik     |
| ------- | ----------------- | ------------------------------------------------------- | --------- |
| 1       | Japonia           | Rei'ichi Mikata Takanori Kōno Kenji Ogiwara             | 1:23:36,6 |
| 2       | Norwegia          | Knut Tore Apeland Fred Børre Lundberg Trond Einar Elden | + 1:26,4  |
| 3       | Austria           | Klaus Ofner Stefan Kreiner Klaus Sulzenbacher           | + 1:40,1  |
| 4       | Francja           | Francis Repellin Sylvain Guillaume Fabrice Guy          | + 2:15,5  |
| 5       | Niemcy            | Hans-Peter Pohl Jens Deimel Thomas Dufter               | + 4:45,4  |
| 6       | Czechosłowacja    | Josef Kovařík Milan Kučera František Máka               | + 9:04,7  |
| 7       | Finlandia         | Pasi Saapunki Jari Mantila Teemu Summanen               | + 9:06,8  |
| 8       | Stany Zjednoczone | Joe Holland Tim Tetreault Ryan Heckman                  | + 9:08,3  |